# シェブロン (航空)

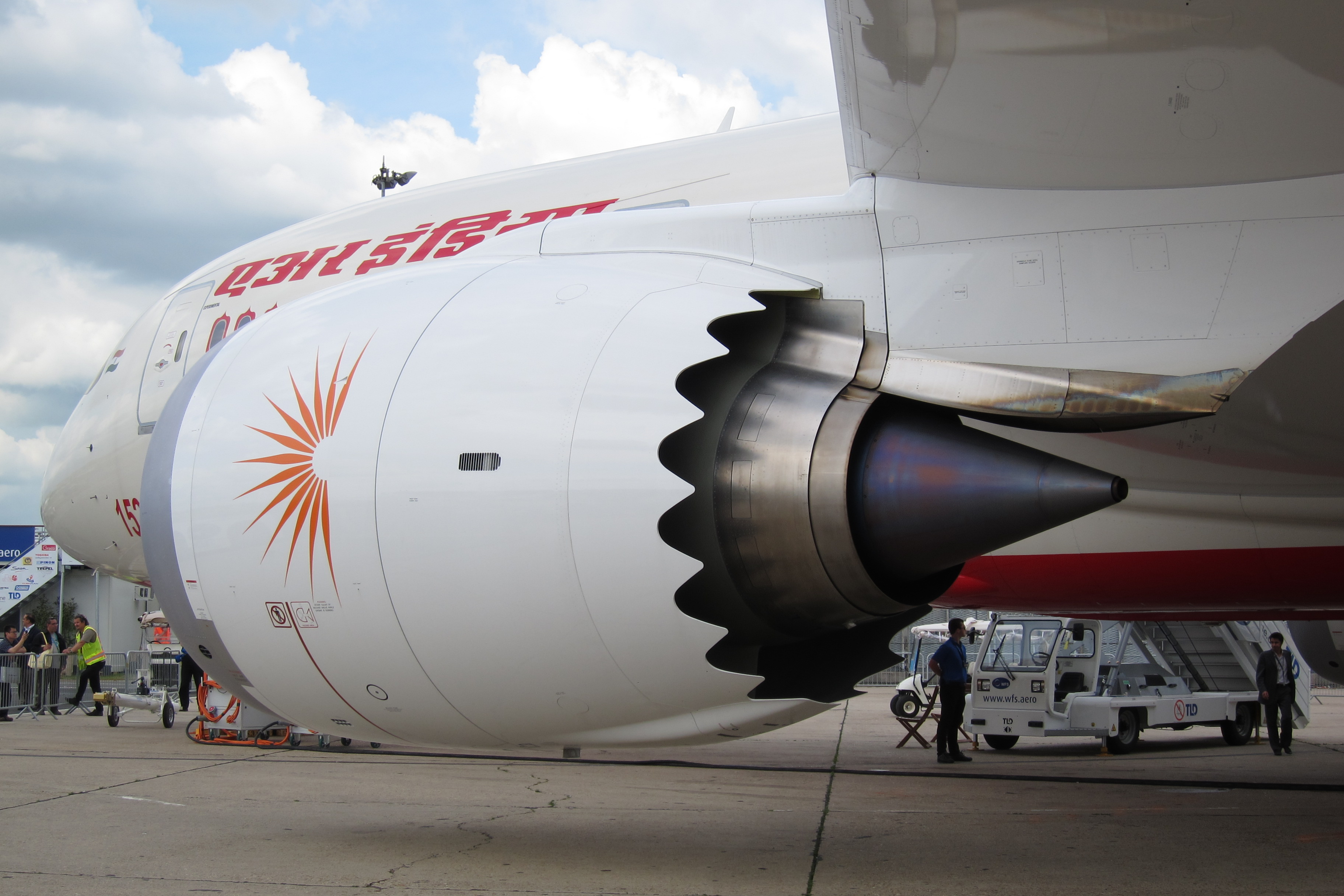
GEnx-1Bの排気ノズル

シェブロンとは、騒音低減のためいくつかのジェットエンジンの排気ノズルの後縁部に使用される鋸歯状のパターンである。

## 概要
ターボファンエンジンはターボジェットエンジンに比べて騒音が小さいが、バイパス流がコア流や外気と混合する際に騒音を発生する。シェブロンノズルはその騒音を解決するため、鋸状パターンを排気口に刻むことでファン流と燃焼ガス流をうまく混合し、騒音を低下させる効果を狙ったものである。このノズルは、アメリカ航空宇宙局（NASA）の助けを借りて開発された。
このノズルを採用した例には、GEnxとロールスロイス トレント 1000、LEAP-1Bがあり、エンブラエル E-Jetに装備されたCF34もシェブロンノズルを採用している。これらは主に民間機向けの高バイパスターボファンエンジンであるが、ゼネラル・エレクトリックでは戦闘機用の低バイパスターボファンエンジンであるゼネラル・エレクトリック F414の激しい騒音を減らすためシェブロンノズルを装備させて試験を実施している。この場合3デシベルの騒音軽減効果があったとされている。
シェブロンノズルの欠点として巡航時の推力低下があり、よりシンプルな形状としたノズルなどの研究開発がJAXAなどで行われている。